# یانه آهونن
یانه آهونن (فنلاندی: Janne Ahonen؛ زادهٔ ۱۱ مهٔ ۱۹۷۷) اسکی‌باز پرش و راننده خودروی مسابقه‌ای اهل فنلاند است.